# 임영식
임영식은 성무 야구단에서 뛰었던 전 야구 선수다. 1976년 실업 야구 하계리그 롯데전에 선발 등판한 기록이 있다.